# A Nepita
Die A Nepita ist ein Fährschiff der französischen Corsica Linea. Gebaut wurde es ursprünglich als Superfast X und im Jahr 2002 von Superfast Ferries in Dienst gestellt.

## Geschichte
Das Schiff wurde unter der Baunummer 360 bei Howaldtswerke-Deutsche Werft in Kiel für die Reederei Superfast Ferries gebaut. Die Kiellegung fand am 29. Juni 1999, der Stapellauf am 25. August 2001 statt. Das Schiff wurde am 7. Februar 2002 getauft. Taufpatin war Patricia Lederer, die Frau des Vorstandsvorsitzenden der Howaldtswerke-Deutsche Werft. Die Fertigstellung des Schiffes, das als Superfast X in Dienst gestellt wurde, erfolgte am 26. Februar 2002.
Das Schiff wurde zunächst von Superfast Ferries in der Ostsee zwischen Rostock und Södertälje und ab Mai des Jahres dann auf der neu aufgenommenen Route zwischen Rosyth und Zeebrügge eingesetzt.
Im August 2006 wurde das Schiff verkauft und Anfang 2007 an den neuen Eigentümer abgeliefert. Es wurde in der Folgezeit als Jean Nicoli von SNCM sowie von verschiedenen Charterern überwiegend im Mittelmeer eingesetzt. Ende 2007 wurde das Schiff dann an SeaFrance verkauft und ab August 2008 als Seafrance Moliere zwischen Dover und Calais eingesetzt. Nachdem SeaFrance im November 2011 den Betrieb eingestellt hatte, wurde das Schiff zunächst in Dunkerque aufgelegt.
Im Juli 2012 wurde das Schiff erneut verkauft und zunächst in Moliere umbenannt. Im Oktober 2012 wurde es dann an DFDS Seaways verchartert und als Dieppe Seaways auf der Strecke Calais – Dover eingesetzt.
Anfang 2015 wurde das Schiff in Stena Superfast X umbenannt. Stena Line setzte das Schiff fortan auf der Route Holyhead – Dublin und ersetzt damit die Stena Nordica. Dafür wurde das Schiff in Gdynia umgebaut. Gleichzeitig wurde das einzige auf der Route Holyhead – Dun Laoghaire eingesetzte Schiff, die Stena Explorer, von der Route abgezogen und die Route eingestellt. Im Januar 2020 wurde sie auf der Route von der Stena Estrid ersetzt und wurde anschließend bis Februar 2020 auf den Routen Belfast – Cairnryan, Rosslare – Cherbourg und Holyhead – Dublin eingesetzt.
Seit Februar 2020 wird das Schiff von Corsica Linea gechartert. Ab März 2020 fuhr sie unter der Flagge Zyperns mit Heimathafen Limassol. Von März bis Juni 2020 wurde die Fähre in Piräus umgebaut. Im Juni 2020 wurde die Stena Superfast X in A Nepita umbenannt, welche seitdem unter der Flagge Frankreichs fährt. Die A Nepita wird unter Corsica Linea auf den Strecken zwischen Marseille und Propiano sowie Ajaccio eingesetzt.

## Zwischenfälle
Am 1. Mai 2014 brach im Hafen von Dover ein Brand im Maschinenraum der Dieppe Seaways aus, der durch Überhitzung der Maschinen entstanden war. Alle 316 Passagiere konnten evakuiert werden, jedoch wurden 7 Besatzungsmitglieder und 3 Feuerwehrleute leicht verletzt. Das Schiff wurde danach vorsorglich außer Dienst gestellt, konnte jedoch nach wenigen Tagen wieder eingesetzt werden.

## Technische Daten
Das Schiff wird von vier Wärtsilä-Dieselmotoren (Typ: 16ZA40S) mit einer Gesamtleistung von 46.000 kW angetrieben. Die Motoren wirken über Untersetzungsgetriebe auf zwei Verstellpropeller. Für die Stromversorgung stehen zwei Wellengeneratoren sowie vier MAN B&W-Dieselgeneratoren (Typ: 8L28/32H) zur Verfügung.
Der Schiffsrumpf ist eisverstärkt und das Schiff mit der Eisklasse 1A klassifiziert.